# سميرة سيطايل
سميرة سيطايل (مواليد 16 مايو 1964)، هي صحفية وإعلامية وديبلوماسية فرنسية-مغربية، مديرة الأخبار سابقا ونائبة المدير العام بالقناة الثانية المغربية المعروفة بالدوزيم.
عينت سفيرة للمغرب في فرنسا يوم 19 أكتوبر 2023.

## مسيرتها
ترك والدها المغرب بعد الاستقلال سنة 1958، بحثا عن ظروف معيشية أفضل. فاستقر بمرسيليا بفكرة المكوث خمس سنوات التي تحولت إلى 30 سنة مع أسرته. ولدت سميرة بفرنسا، ونشأت في ضواحي باريس. حصلت على إجازة في اللغة الإنجليزية، وقامت بدورات تدريبية في TF1 العمومية وقناة كانال بلوس قبل عودتها نهائيا إلى المغرب. طلبت بعدها الدخول كمتدربة في الإذاعة والتلفزة المغربية، وكانت وظيفتها الأولى، سنة 1987، بعد أن أُنشأَت الشركة مجهولة الاسم (صورياد- 2M) من طرف أونا ومساهمين خواص آخرين في تلك السنة. بعد ذلك ارتقت سيطايل في المناصب حتى الوصول إلى إدارة الأخبار في القناة الثانية. شقيقها هو عبد الرزاق سيطايل رئيس مجلس مجلة أفريك Les Afriques Editions et Communication SA‏.
سيطايل لديها توجهات سياسية علمانية ومعادية للإسلاميين، حيث صرّحت في مقابلاتها مع الإعلام الفرنكفوني المغربي والفرنسي تخوفها من حزب العدالة والتنمية. وحمّلت في حديث مع قناة فرنسية، حزب العدالة والتنمية مسؤولية أحداث 16 مايو. زوجها هو سمير الدهر، الذي كان قنصلاً في مدينة بوردو، ومن ثم تم تعيينه سفيرا للمغرب ببلجيكا، ولم تلتحق سميرة بزوجها في مقر السفارة ببلجيكا كما تقتضي ذلك الأعراف الدبلوماسية وفضلت البقاء في المغرب للإشراف على النشرة الإخبارية عن قرب.
في 1 أبريل 2012 نظم موظفو القناة الثانية مظاهرة احتجاجية أمام مقر القناة في عين السبع، تحت شعار ارحلي يا سميرة.

### دفتر التحملات
خلال الربيع العربي صعد حزب العدالة والتنمية للسلطة مؤسسا حكومة بنكيران التي قاد وزارة الاتصال فيها مصطفى الخلفي، والذي كان يحمل برنامجا إصلاحيا للقناة الثانية، المعروف بدفاتر تحملات قنوات القطب العمومي. أخذت القضية أبعاد سياسية، بعد قيام سميرة سيطايل و آخرين، كفيصل لعرايشي، وسليم الشيخ، المعروفين بتوجههم العلماني الفرنكفوني، بالاعتراض على دفتر التحملات، كونه يركز على فسح المجال أمام التعريب والبرامج الدينية. ووصفت سميرة الإصلاحات بأنها قتل مبرمج لقناة دوزيم. وخلال لقاء سميرة مع ملك المغرب محمد السادس، قامت بتفسير مبرراتها تجاه صعوبة تطبيق برنامج مصطفى الخلفي، لكن الملك أنهى اللقاء ب «خلي هاد الناس يديرو خدمتهم» أي دعي الإسلاميين يقومون بعملهم، في إشارة إلى ضرورة إنهاء هذا الجدل.

### مغاربية المغرب
أثارت تصريحاتها حول هوية المغرب في برنامج “صباح الخير رشيد” على أمواج إذاعة «أصوات» بالفرنسية جدلا كبيرا، حيث قالت « نحن بلد مغاربي وليس عربيا، ويجب أن نفتخر بذلك. نحن ماشي دولة عربية أقولها وأتحمل مسؤوليتي.. نحن تاريخيا بلد أمازيغي» واعتبر المنتقدين هذه التصريحات تصور اختزالي مبسط جدا لهوية مركبة. لأن ما يؤكده التاريخ هو وجود امتداد جيو-حضاري اسمه المغرب العربي حسب التسمية الحديثة، واسمه الغرب الإسلامي حسب التسمية القديمة. أما كلمة مغارب فهي لا تحيل على أي حمولة دلالية، سوى أنها جمع لمفردة «مغرب: مغارب» في مقابل مفردة «مشرق: مشارق»، وهذه المفردة إذا تم تجريدها من لازمتها الحضارية «المغرب-المشرق: العربي/الإسلامي»، فإنها لا تتجاوز دلالتها على اسم مكان شروق الشمس «المشرق» واسم مكان غروبها «المغرب». وردت الصحفية خديجة بن قنة على تصريحات سيطايل: “المغرب بلد عربي مسلمٌ أصيل.. أحبّ من أحب وكره من كره..”.